# Melanostigma
Melanostigma è un genere di pesci ossei appartenenti alla famiglia Zoarcidae.

## Distribuzione e habitat
Le specie di questo genere sono distribuite in tutti i mari e gli oceani, molte specie sono tipiche dei mari freddi sia subartici che subantartici con distribuzione bipolare ma se ne trovano anche in aree equatoriali. Nel mar Mediterraneo è presente, rarissimo, M. atlanticum. Hanno habitat mesopelagico. Vivono a varie profondità ma prevalentemente in acque profonde fino a oltre 2500 metri.

## Descrizione
Hanno corpo allungato e quasi anguilliforme. I denti sono lunghi e appuntiti, di dimensioni differenti e più lunghi nei maschi; le aperture delle branchie sono molto piccole, simili a fori. Le pinne pettorali sono piccole e le pinna dorsale, anale e caudale unite a formare una pinna impari continua, ricoperta di pelle. Le pinne ventrali e le scaglie sono assenti. Di solito il colore è scuro. La taglia è piccola, poco superiore ai 10 cm con l'eccezione di M. gelatinosum che raggiunge 29 cm.

## Biologia
Poco nota.

## Tassonomia
Il genere conta 8 specie:
- Melanostigma atlanticum
- Melanostigma bathium
- Melanostigma gelatinosum
- Melanostigma inexpectatum
- Melanostigma kharini
- Melanostigma orientale
- Melanostigma pammelas
- Melanostigma vitiazi